# Študentski dom Litostroj
Študentski dom Litostroj je javni študentski dom na Litostrojski cesti 55 v Ljubljani, ki ga upravlja Javni zavod Študentski domovi v Ljubljani. Zasnoval ga je arhitekt Branko Čepič, gradnja pa se je začela leta 2004 in zaključila leta 2006. Uradno odprtje doma je bilo februarja 2007, čeprav je bil prvotno načrtovan za leto 2006.
Dom sestavljata dva štirinadstropna bloka, v katerih je skupaj 406 ležišč, razporejenih v 127 apartmajev. Ti vključujejo večinoma apartmaje, nekaj dvoposteljnih sob, enoposteljne garsonjere in invalidska stanovanja. Vsako stanovanje ima lastno kuhinjo, kopalnico in mini balkon. Zgradba ima skupne prostore, kot so jedilnica, pralnice, dve TV sobi, klubski prostor, sedem učilnic in fitnes. Dve dvigali omogočata dostop do podzemne garaže z 92 parkirnimi mesti.